# Terbaik Terbaik
Terbaik Terbaik is het derde studioalbum van de Indonesische band Dewa 19.
Dit album verscheen in 1995. Eén jaar na hun album Format Masa Depan

## Tracklist
1. Cukup Siti Nurbaya
2. Satu Hati (Kita Semestinya)
3. Terbaik Terbaik
4. Hanya Satu
5. Cintakan Membawamu Kembali
6. Manusia Biasa
7. Restoe Boemi
8. Hitam Putih
9. Jalan Kita Masih Panjang
10. Jangan Pernah Mencoba

## Singles
Van dit album kwamen de singles "Cukup siti nurbaya" en "Cintakan Membawamu Kembali" uit.